# Keitha Dickerson
Keitha Latisha Dickerson (Elk City, 20 aprile 1978) è un'ex cestista e allenatrice di pallacanestro statunitense, professionista nella WNBA.

## Carriera
È stata selezionata dalle Minnesota Lynx al secondo giro del Draft WNBA 2000 (24ª scelta assoluta).